# 何もかもが彼にくっついていた
『何もかもが彼にくっついていた』（なにもかもがかれにくっついていた、原題：Everything Stuck to Him）は、アメリカの小説家レイモンド・カーヴァーの短編小説。

## 概要
『チャリトン・レビュー』1975年秋号に「隔たり」 Distance というタイトルで掲載された。短編集『怒りの季節』（キャプラ・プレス、1977年11月）に収録。
編集者のゴードン・リッシュによって、「隔たり」は「45パーセント」の削除を受け、かつタイトルも「何もかもが彼にくっついていた」に変更され短編集『愛について語るときに我々の語ること』（クノップフ社、1981年4月20日）に収録された。
短編集『愛について語るときに我々の語ること』の成功によりカーヴァーは一躍名声を得たが、オリジナルに戻すことを望んだ彼は、エッセイや詩や小説を集めた次の単行本『ファイアズ (炎)』（キャプラ・プレス、1983年4月14日）に「隔たり」を再収録した。しかしこの「『ファイアズ』バージョン」は『怒りの季節』に収められたものとは異なり、リッシュのいくつかの改変部分とテス・ギャラガーの提案部分が反映されている。『ファイアズ』バージョンは、生前に出版された精選作品集『Where I'm Calling From: New and Selected Stories』（アトランティック・マンスリー・プレス、1988年5月）にも収録された。
オリジナル原稿は2009年刊行の短編集『ビギナーズ』（ジョナサン・ケープ社）に収録された。
日本語版は、翻訳者の村上春樹が独自に編纂した短編集『ぼくが電話をかけている場所』（中央公論社、1983年7月25日）が初出。『THE COMPLETE WORKS OF RAYMOND CARVER 2　愛について語るときに我々の語ること』（中央公論社、1990年8月10日）に収録された。　

## あらすじ
クリスマス。ミラノ。娘は自分の子供のころの話を聞きたがっている。父親は君が赤ん坊のころの話でよけりゃ一つ覚えているよと言い、20年前の出来事を話しはじめる。
彼ら自身がまだ子供みたいなものだった。結婚したとき少年は18、少女は17だった。二人のあいだにはほどなく娘が生まれた。
ある土曜の夜、彼は父親の古い猟友達のカールに電話をかけた。カールに誘われ翌日の朝狩りに出かけることが決まる。日曜日の未明、赤ん坊の泣き声で二人は起こされる。夜泣きはなかなかやまない。
構わず支度をする少年に向かって少女は言う。そんなのだめよ、こんなときにこの子と二人っきりで置いていかないで。

## 3つのバージョンの主な異同
- 『愛について語るときに我々の語ること』バージョンの最も大きな変更点は、「一生に一度だけ結婚するカナダ鴨と撃たれた夫婦鴨」の話がまるごと削除されている点である。

- 『愛について語るときに我々の語ること』バージョンは、主人公と娘がいる場所を明示せず、ほのめかす程度の書き方になっている。だがオリジナル原稿および『ファイアズ』バージョンでは「カッシーナ庭園の近くのファブローニ通りにある彼のアパートメント」とはっきり書かれてある。

- カーヴァーは『ファイアズ（炎）』に「隔たり」を入れる際、いくつかの部分は削除したままにした。例えばオリジナル原稿では、主人公は「二人が最初の真剣な諍いを起こした話を聞きたいか？」と内容を明かした上で娘に昔話をするが、『ファイアズ』バージョンでは主人公はこの言葉を言っていない。

- オリジナル原稿は、物語の終盤で「彼に他の女たちができて、彼女にも他の男ができる」と書き記す。カーヴァーはこの言葉も削除したまま『ファイアズ（炎）』に載せた。